# Smyriodes heterochaës
Smyriodes Heterochaës là một loài bướm đêm trong họ Geometridae.